# Datorium
Datorium ist ein Angebot von GESIS – Leibniz-Institut für Sozialwissenschaften und dient Wissenschaftlern aus den Sozial- und Wirtschaftswissenschaften zur eigenständigen Dokumentation und Veröffentlichung ihrer Forschungsdaten. Die Daten, Metadaten und die dazugehörigen Dokumente können einfach, eigenständig und kostenfrei hochgeladen und zusätzlich mit relevanten Publikationen verlinkt werden.
Forscher, die eine empirische Datenerhebung durchgeführt haben, erhalten mit datorium die Möglichkeit, ihre Forschungsdaten in eine sichere Umgebung hochzuladen, zu beschreiben und zeitnah der wissenschaftlichen Gemeinschaft zur Verfügung zu stellen. Zur Qualitätssicherung durchlaufen sämtliche Forschungsdaten einen von GESIS – Leibniz-Institut für Sozialwissenschaften durchgeführten Review-Prozess. Eine dauerhafte Lokalisierung und verlässliche Zitierbarkeit der Forschungsdaten wird durch persistente digitale Identifikatoren (DOI) gewährleistet.
Nach der Veröffentlichung sind die in datorium veröffentlichten Forschungsdaten recherchierbar und beispielsweise für  Sekundärstudien oder für Replikationsstudien zur Überprüfung von Forschungsergebnissen verwendbar. Die Forscher können selbst bestimmen, unter welchen Bedingungen Daten geteilt werden.
Seit 2019 ist datorium Teil der GESIS-Plattform SowiDataNet|datorium.

## Replikationsserver
datorium unterstützt im Rahmen des Projekts Replikationsserver Fachzeitschriften bei ihren Bestrebungen, die Replizierbarkeit empirischer Forschung zu erhöhen. Forschungsdaten, die einer Veröffentlichung zugrunde liegen, können über datorium zugänglich gemacht und mit dem jeweiligen Zeitschriftenbeitrag verbunden werden. Zurzeit kooperieren die Zeitschrift für Soziologie und die Soziale Welt mit datorium.